# ユニオーネ
ユニオーネ（Unione）は、新日本プロレスのプロレスラー、ミラノコレクションA.T.とタイチとのタッグチーム。

## 概要

### 抗争劇
2008年6月、TNAが主催するワールドXカップ（World X Cup）に出場することが決定したミラノコレクションA.T.と石狩太一（タイチの当時のリングネーム）。以前より二人は、反りが合わない事から不穏な関係にあり、前日に行った公開練習の際にも、その仲の悪さを垣間見せていた。そんな空気の中、渡米した二人だが、案の定遠征先で確執が発生。TNAで一試合も組んでもらえなかった石狩が、予定を早めて帰国し、記者会見でミラノに対する怒りを吐露した。その後、帰国したミラノに対抗するかのように、石狩は透明犬「ミケコ」を引き連れて入場するパフォーマンスを見せるようになる。9月21日神戸ワールド記念ホール大会にて、「透明犬封印マッチ」と銘打たれたシングルマッチを行い、ミラノがピンフォール勝ちを収める。石狩は自らの透明犬をミラノに引き渡し、抗争が終結した。

### 結成
9月23日、21日に行った試合後のコメントでミラノが「組んでもいいよ」と発言したことがキッカケでタッグを結成。翌10月より開催されるG1 TAG LEAGUEへのエントリーを発表し、「ユニオーネ（Unione）」として始動する。
2009年1月30日、ミラノがジュニア戦線に復帰することを発表し、モーターシティ・マシンガンズ（アレックス・シェリー & クリス・セイビン組）の許に流出したIWGPジュニアタッグ王座に標的を定める。同じく同王座を狙うNO LIMIT（裕次郎 & 内藤哲也組）、Apollo 55（田口隆祐 & プリンス・デヴィット組）、The World Class Tag Team（邪道 & 外道組）と挑戦権を巡る抗争を展開する。2月15日両国国技館大会にて、挑戦者決定戦4WAYタッグマッチに出場。石狩が内藤からピンフォール負けを喫し、挑戦権を獲得することは出来なかった。4月11日、石狩が「一からやり直す」という思いを込めて、リングネームをカタカナ表記の「タイチ」として再始動することを発表する。
その後、Apollo 55と抗争を繰り広げ、5月より開催されたBEST OF THE SUPER Jr.では、ミラノがデヴィットに、タイチが田口からピンフォール勝ちを収める。そして同大会最終戦の6月14日、ミラノが田口に対して「IWGPジュニアタッグ王座の次期挑戦者決定戦」を要求し、田口もこれを承諾する。6月20日、DOMINION6.20にて、公約通り挑戦者決定戦と銘打たれた試合で、Apollo 55と対戦。タイチが田口からピンフォール負けを喫し、またしても挑戦権の奪取に失敗する。7月20日、月寒アルファコートドーム大会にて、ジュニアタッグ王座の奪回に成功したApllo 55の初防衛戦の相手として立ちはだかり、同王座へ初挑戦する。試合はミラノが田口からピンフォール負けを喫し、王座奪取とはならなかった。

### 終息
9月13日、後楽園ホール大会にて行われた6人タッグマッチで後藤洋央紀と組んで、コンプリート・プレイヤーズ（田中将斗 & 外道 & 邪道組）と対戦。ミラノが邪道からギブアップ負けとなり、試合後も尚、ミラノの目に対して集中的に攻撃する。これが原因でミラノは右目を負傷。「右目下直筋下斜筋麻痺」と診断され、長期欠場に追い込まれる。一時は手術にも成功し、リハビリに努めていたが、ケガの状態は思わしくなく、2010年1月18日の記者会見にて引退を発表。ユニオーネとしての活動を停止した。

### 放送席での共演
ユニオーネの活動停止から8年後の2018年3月16日の後楽園ホール大会にて、第5試合開始時にタイチがサムライTVの放送席にゲスト解説として飛び入りで加わり、解説担当のミラノと共演した。2日後の3月18日開催の静岡大会には飛び入りではなく正式なオファーとしてタイチがゲスト解説に加わり、再びミラノと共演した。
放送席ではタイチがもぐもぐタイムと称して食事を始める等の自由奔放な行動や、あまり解説になっていない適当な発言を要所で繰り出して実況を戸惑わせ、ミラノがツッコミと苦言を呈しながら解説をしていくパターンがお決まりとなっている。また、2人が昔タッグチームを組んでいた事や、一緒に海外遠征に行った事に言及する場面も見られる。

## 得意技
スーパー・スクラップ・キック
片膝ないし両膝をつき、ハーフダウン状態となった相手の両サイドを陣取り、息を合わせるようにして同時にスーパーキックを放っていく。
同タッグではフィニッシュ・ホールドとして使用していた。
ユニオーネの竜巻
タイチが相手を羽交い締めにして身動きを封じ、その隙にミラノがドラゴンスクリューを放っていくツープラトン技。羽交い締めをすることによって、ドラゴンスクリューの適切な受け身をとることが出来ない為、非常に危険な技とされている。
2020年にゴールデン☆エース（棚橋弘至・飯伏幸太タッグ）との抗争の中で、タイチ・ザック・セイバーJr.組がこの技を多用し、棚橋の膝に大ダメージを与えると、8月のリマッチでは、逆にゴールデン☆エース組がこの技を繰り出し、棚橋は『因果応報』と命名した。